# Streepkaplijstergaai
De streepkaplijstergaai (Trochalopteron virgatum; synoniem: Garrulax virgatus) is een zangvogel uit de familie Leiothrichidae.

## Verspreiding en leefgebied
Deze soort komt voor in noordoostelijk India en Myanmar.

## Status
De grootte van de populatie is niet gekwantificeerd maar de soort wordt omschreven als algemeen tot vrij algemeen. Op de Rode lijst van de IUCN heeft deze soort de status niet bedreigd.